# Rat Wars
Rat Wars, spesso stilizzato in RAT WARS, è il sesto album in studio del gruppo musicale statunitense Health, distribuito il 7 dicembre 2023 sotto l'etichetta discografica Loma Vista Recordings.

## Antefatti
Il progetto è stato ufficialmente annunciato il 5 ottobre 2023, in concomitanza con la distribuzione del singolo Children of Sorrow, accompagnato dal brano Sicko, quest'ultimo realizzato in collaborazione con il gruppo musicale Godflesh. A questi hanno fatto seguito Ashamed, Unloved e Demigods.
Nell'album è stato incluso il brano Hateful, già distribuito nell'aprile 2023 come singolo estratto dalla colonna sonora originale del videogioco Ultrakill.

## Accoglienza
L'album ha maturato un punteggio pari a 73/100 sul sito Metacritic. Il webzine DIY ha fornito un giudizio di tre stelle su cinque, rimproverando al gruppo di aver realizzato un progetto di scarsa intensità, elogiando tuttavia le collaborazioni con i Lamb of God e i Godflesh. Diversamente, Revolver Magazine colloca Rat Wars all'ottavo posto nella classifica dei migliori progetti musicali in assoluto del 2023.

## Tracce
Musiche di Jacob Duszik, John Famiglietti e Ajay Bhattacharyya, eccetto dove indicato.
1. Demigods – 5:41 (musica: Duszik, Famiglietti, Bhattacharyya, Brandon Carroll)
2. Future of Hell – 2:32 (musica: Duszik, Famiglietti, Bhattacharyya, Nexy)
3. Hateful (feat. Sierra) – 4:08 (musica: Duszik, Famiglietti, Bhattacharyya, Sierra Roundtree)
4. (Of All Else) – 2:30 (musica: Duszik, Famiglietti, Bhattacharyya, Roundtree)
5. Crack Metal – 3:10 (musica: Duszik, Famiglietti, Bhattacharyya, Alex Norman)
6. Unloved – 3:16
7. Children of Sorrow – 3:20 (musica: Duszik, Famiglietti, Bhattacharyya, Carroll, Willie Adler)
8. Sicko (feat. Godflesh) – 2:21 (musica: Duszik, Famiglietti, Bhattacharyya, Justin Broadrick, G. Christian Green)
9. Ashamed – 3:01
10. (Of Being Born) – 1:56
11. DSM-V – 4:23 (musica: Duszik, Famiglietti, Bhattacharyya, Swarm)
12. Don't Try – 5:14